# Chamarandes-Choignes
Chamarandes-Choignes| é uma comuna francesa na região administrativa de Grande Leste, no departamento de Haute-Marne. Estende-se por uma área de 18,8 km². Em 2010 a comuna tinha 1 215 habitantes (densidade: 64,6 hab./km²).